# I. e. 2. évezred
| Évezredek i.e. | 10. | 9. | 8. | 7. | 6. | 5. | 4. | 3. | 2. | 1. | Időszámítás kezdete | 1. | 2. | 3. | 4. | 5. | 6. | 7. | 8. | 9. | 10. | Évezredek i.sz. |

| Évszázadok i. e. | 20. | 19. | 18. | 17. | 16. | 15. | 14. | 13. | 12. | 11. |

## Események
- Egyiptomi középbirodalom (i. e. 2052–1570)
- Babilónia második dinasztiája
- Kánaáni civilizáció, i. e. 1800
- Hettita Birodalom, i. e. 17–12. század, az évezred derekán a legjelentősebb nagyhatalom
- Izraeliták fogsága Egyiptomban, hagyományos dátum kb. (i. e. 1600–1300)
- Egyiptomi uralom Kánaán és Szíria felett (i. e. 1600–1360).
- Athén megalapítása (i. e. 1235)
- Az izraeliták elfoglalják Kánaánt (i. e. 1200)
- Olmék civilizáció Közép-Amerikában (i. e. 1150)
- Trójai háború, Eratoszthenész szerint i. e. 1194–1184, Hérodotosz szerint i. e. 1260–1250, az. i. e. 13. század a valószínűbb a Hettita Birodalom és a tengeri népek története alapján
- Indiában kialakítják a kasztrendszert
- A legkorábbi kínai feljegyzés egy látható üstökösről

## Jelentős személyek
- Akhilleusz, görög hérosz
- I. Szenuszert, egyiptomi fáraó (i. e. 1958–1914)
- Hammurapi, Babilónia királya (i. e. 1792–1745)
- Anittasz az i. e. 18–17. század körül egyesíti Hattum városkirályságait és átveszi a hatalmat az asszír kereskedőkolóniák felett
- I. Labarnasz hettita király az i. e. 17–16. században létrehozza a korahettita birodalmat
- I. Apepi, hükszósz egyiptomi uralkodó (i. e. 1581–1541)
- Szekenenré, egyiptomi fáraó (i. e. 1558–1554)
- I. Jahmesz, egyiptomi fáraó (i. e. 1550–1525)
- I. Thotmesz, egyiptomi fáraó (i. e. 1506–1493)
- Hatsepszut, egyiptomi fáraó (i. e. 1479–1458)
- III. Thotmesz, egyiptomi fáraó (i. e. 1479–1426)
- III. Amenhotep, egyiptomi fáraó (i. e. 1391–1353)
- Ehnaton, egyiptomi fáraó (i. e. 1355–1337)
- I. Szuppiluliumasz hettita király (i. e. 1344–1322)
- Tutanhamon, egyiptomi fáraó (i. e. 1335–1325)
- II. Ramszesz, egyiptomi fáraó (i. e. 1279–1213)
- III. Ramszesz, egyiptomi fáraó (i. e. 1186–1155)
- I. Sulmánu-asarídu, Asszíria királya (i. e. 1274–1245)

## Találmányok, felfedezések
- A vas előállítása Kis-Ázsiában